# Aïn Attig
Aïn Attig (arabiska: عين عتيق) är en stad i Marocko. Den ligger i prefekturen Skhirate-Témara och regionen Rabat-Salé-Kénitra, 19 km sydväst om huvudstaden Rabat. Antalet invånare var 25 078 vid folkräkningen 2014.